# Arnošt Czech z Czechenherzu
Arnošt Czech z Czechenherzu (23. srpna 1878 Praha – 26. prosince 1951 Praha) byl český básník, prozaik a dramatik. Psal se též A. C. z Czechenherzů, A. C. z Czechenherz nebo A. z Czechenherzu.

## Život
Pocházel z rodiny vyššího státního úředníka, jeho rodiči byli František Czech z Czechenherzu a jeho manželka Emilie, roz. Loulová studoval na gymnáziu v Třeboni a pak v Praze, studia však nedokončil a roku 1896 si našel zaměstnání v poštovních službách. V roce 1902 se oženil s Annou Valachovou. Roku 1906 podnikl cestu do Itálie. V letech 1909 až 1929 pak pracoval jako úředník Zemské banky, odkud odešel ze zdravotních důvodů předčasně do penze.
Nejprve vydával básně a prózy ovlivněné novoromantickými tendencemi (snové motivy, výlučná a tajemná prostředí, záhady duševního života). V tomto období napsal i několik divadelních her využívajících konvenční dramatické situace a dějové efekty. Přispíval do mnoha novin a časopisů (například Moderní žena, Národní listy, Světozor, Zlatá Praha) a sám redigoval časopisy Melpomene (v letech 1903–1904) a Česká svoboda (v letech 1919–1920).
Zájem o parapsychologii ho pak postupně přivedl k amatérskému studiu indické kultury a jako její propagátor se stal členem Indického sdružení při Orientálním ústavu v Praze a Indian Society of Oriental Art v Kalkatě. Překládal ze sanskrtu. V několika svých románech ze třicátých let, které však postavil na konvenčních a senzačních dějových prvcích (intriky, nečekané zvraty, motivy iracionálních sil), se snažil informovat čtenáře o tradicích indické kultury a vyjadřoval v nich také podporu boji Indie za nezávislost.

## Dílo
- Několik slov ku Goethově produkci literární (1901), studie,
- Snivá láska (1902), povídka,
- Štěstí světla (1902), novela,
- Vilém Hauff (1903), studie o německém romantickém spisovateli Wilhelmovi Hauffovi,
- Spása (1904), divadelní hra,
- Cena slávy (1904 premiéra, knižně 1905), jediná autorova divadelní hra, která se dostala na profesionální scénu,[2]
- Za cizí vinu (1906), divadelní hra,
- Jen ta a žádná jiná (1906), divadelní hra, komedie se zpěvy,
- Karel Havlíček Borovský (1906), studie,
- Hétera (1908), povídka,
- Ve tmách života (1908), tři dramatické etudy,
- Písně samotáře (1910), sbírka básní,
- Erotovy úsměvy (1910), sbírka básní,
- Svatohelenský Prométheus (1912), sbírka básní věnovaná Napoleonovi Bonapartovi,
- Zlatý horizont (1912), báseň,
- Kupidovy hry o život i smrt (1912), sbírka povídek,
- Víra v život (1920), román,
- Hledající lidstvo (1922), esej, ve které autor spojuje výklad magie s odmítáním materialismu a ateismu a s popisem různých metapsychických jevů,
- Podzimní píseň (1928), sbírka básní,
- Brahmánská moudrost (1929), výklad véd, příspěvek ke srovnávací vědě náboženské,
- Šiva, božský tanečník (1933), román,
- Palác na břehu Gangy (1933), román,
- Bouře nad Bombají (1936), román,
- Má Indie (1938), báseň,
- Hovory s nesmrtelnými (1940), báseň,
- Okno ve vzpomínkách (1941), staropražská epizoda veršem,
- Avašina píseň (1941), dramatická báseň,
- Rozbitý džbán (1944), překlad sanskrtské básně Ghata Karparam,
- Babylónská věž (1944), fantastický román líčící snahu šíleného miliardáře Shylocka postavit novou babylónskou věž, přičemž k ovládání lidí využívá nejmodernější techniku (např. televizní přístroj k dálkovému sledování podřízených).[5]